# Pyramideneule

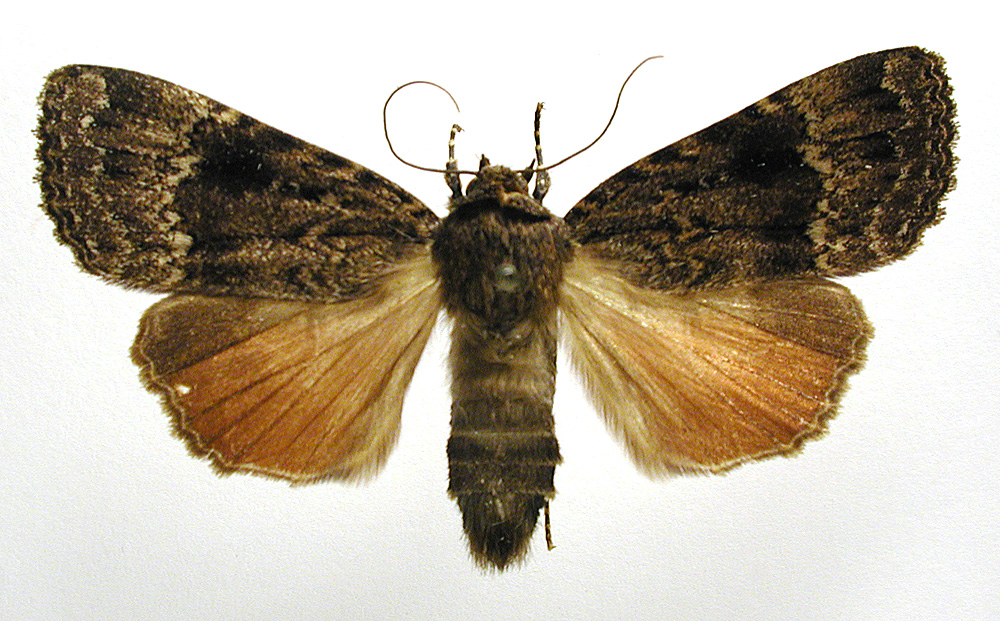
Präparat

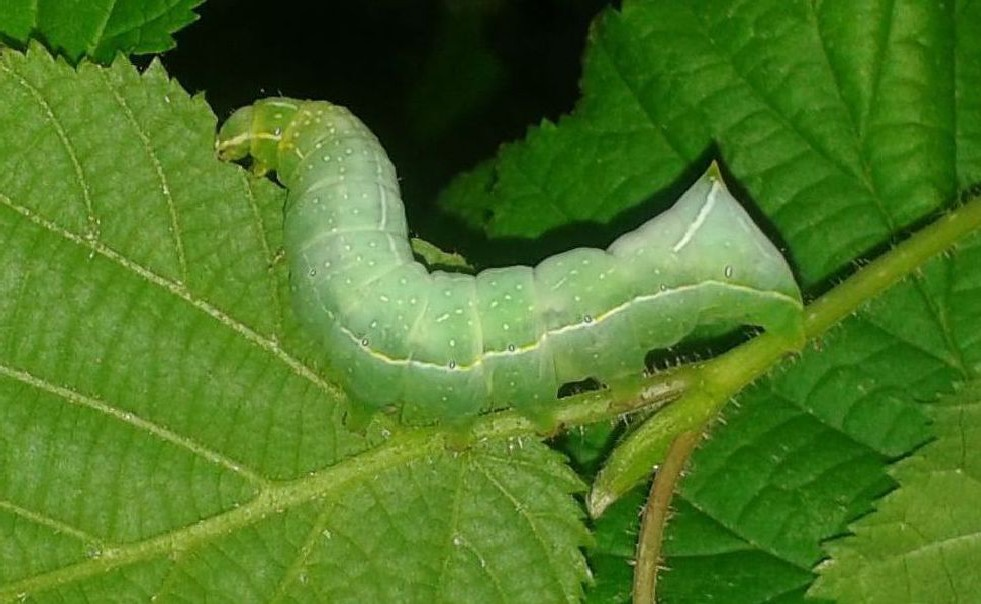
Raupe an Hasel

Die Pyramideneule (Amphipyra pyramidea) ist ein Schmetterling (Nachtfalter) aus der Familie der Eulenfalter (Noctuidae).

## Merkmale
Die Falter erreichen eine Flügelspannweite von 40 bis 52 Millimetern. Sie haben graubraun gemusterte Vorderflügel, auf denen der mittlere Teil schwarz gefärbt ist. Dieser ist zur Flügelspitze hin mit einer dünnen, teilweise gepunkteten weißen Binde abgegrenzt, zum Flügelansatz hin läuft er in die Flügelgrundfärbung aus. Im oberen Teil dieses Flecks sitzt ein kleiner, weißer, schwarz gekernter Ring.
Die Raupen werden ca. 42 Millimeter lang. Sie haben eine blaugrüne Färbung und viele weiße Punkte über den Körper verteilt. Am Rücken sind sie etwas heller gefärbt, weswegen sie auf der Unterseite von Blättern schwer erkennbar sind. Der Verlauf von hell zu dunkel lässt ihre Konturen mit dem Schatten auf dem Blatt verlaufen („Gegenschattierung“). Auf Höhe der Stigmen verläuft eine weiße, teilweise gelbe Seitenlinie, die aber auf den Segmenten drei bis fünf fehlt. Am Hinterleibsende, ab dem zehnten Segment bis zum Nachschieber haben sie einen großen pyramidenförmigen Höcker, auf dem weiße Linien zur Spitze verlaufen.

### Ähnliche Arten
Im Artikel zu Svenssons Pyramideneule (Amphipyra berbera) ist eine Gegenüberstellung der Unterschiede Amphipyra pyramidea vs. Amphipyra berbera aufgeführt.

## Vorkommen
Die Tiere kommen in ganz Europa und den gemäßigten Zonen Asiens weit verbreitet und häufig vor. Sie leben in Wäldern, Parks und Gärten.

## Lebensweise
Die Falter sind zur endgültigen Ausreifung auf eine starke Nahrungsaufnahme angewiesen, was sich auch daran zeigt, dass sie gierige Besucher von Ködern (z. B. einer leicht vergorenen Mischung aus Honig und dunklem Bier) sind. Sie verstecken sich tagsüber gerne krabbelnd in Nischen; hinter abstehender Borke abgestorbener Bäume im Auwald findet man sie manchmal zu Dutzenden versammelt. Wie sie sich da zusammenfinden, muss noch erforscht werden.

### Flug- und Raupenzeiten
Die Pyramideneule bildet eine Generation im Jahr, die von Mitte Juli bis Anfang Oktober fliegt. Die Raupen sind von Mai bis Anfang Juli anzutreffen.

### Nahrung der Raupen
Die Raupen ernähren sich von diversen Laubbäumen und Sträuchern, darunter Salweide (Salix caprea), Gemeine Hasel (Corylus avellana), Himbeere (Rubus idaeus), Bergahorn (Acer pseudoplatanus) und Gemeiner Esche (Fraxinus excelsior).

## Entwicklung
Die Weibchen legen ihre violetten Eier auf die Rinde der Futterpflanzen, wo sie den Winter überdauern. Sie verfärben sich später zu einem Orangerot. Die Raupen fressen an der Unterseite von Blättern, wo sie wegen ihrer Hell-Dunkel-Kontraste gut getarnt sind.